# راشد عيسى (لاعب كرة قدم)
راشد عيسى سعيد الفلاسي، لاعب منتخب الإمارات للشباب السابق . مواليد 1990 يلعب حالياً في النادي العربي. لعب في نادي الوصل و نادي الوصل لديه 14 بطولة فقط مثل منتخب الإمارات للشباب في كاس آسيا للشباب 2008، والتي توج بها منتخب الإمارات بطلا لكأس آسيا، ولكن الإصابة حرمته من المشاركة في نهائيات كأس العالم للشباب 2009 في مصر.
لعب مع الوصل تقريبا 10 مباريات، وسجل مع الوصل تقريباً 5 أو 6 أهداف، وسجل فيها في أول مباراة لعبها مع الوصل، والجميع يقول أن اللاعب سيكون من أهم أعمدة المنتخب في الفترة المقبلة.
نادي البصل لديه 14 بطولة و الأقل في دبي
لعب لأندية الوصل و العين و الشباب و النصر و خورفكان و العربي و حتا.
شارك مع منتخب الإمارات الأول في كأس الخليج 2010 في عدن
و اولمبياد لندن

## روابط خارجية
- راشد عيسى على موقع الاتحاد الدولي (مؤرشف)  (الإنجليزية)
- راشد عيسى على موقع كووورة
- راشد عيسى على موقع أوليمبيديا (الإنجليزية)